# 陳瑤琴
陳瑤琴，MBE（1922年9月26日—2025年5月31日），原籍福建漳州，出生於香港，香港及亞洲足球界知名人士，曾擔任香港足球總會副會長多年，後為名譽副會長，亦是香港女子足球總會創辦人，並且長期擔任會長，在香港足球界被尊稱為「阿姐」。陳瑤琴曾經是元朗、流浪、加山、海蜂等多支香港甲組足球聯賽的班主，曾經同時擁有4間球會，香港足球總會的刊物指出，她為「世界上首位女班主」。地位崇高的她更被譽為「亞洲女子足球教母」。

## 個人生平
陳瑤琴於1954年和趙不弱結婚後，協助丈夫推動拯溺和足球運動。她曾經出任香港拯溺總會婦女部主席，同時支持華雄和大田兩支乙、丙組足球隊。

### 男子足球
陳瑤琴於1962年加入元朗區體育會，首次擔任甲組班主，其屬下足球隊榮獲香港甲組足球聯賽冠軍。
1969年，陳瑤琴與夫婿一同入閣流浪，由創辦人畢特利引入「大水牛」華德、「耶穌」、「長頸鹿」積奇及「傻俠」麥哥利等香港球壇首批蘇格蘭外援，結果流浪成功奪得香港甲組足球聯賽及高級組銀牌。
1971年，陳瑤琴入閣重返香港甲組足球聯賽的加山，聘用了安德遜、夏菲和伊地等多名外援，以黑馬姿態獲得甲組聯賽亞軍，亦是加山至今最佳聯賽成績。於1981－82年度球季，加山捲入護級漩渦，陳瑤琴不惜斥資數十萬港元向英格蘭修咸頓借用米奇·燦農、史堤夫·威廉士、大衛·岩士唐和麥克·胡禮等多名國腳級球員助陣。其後更同時入閣海蜂，增聘外援於聯賽最後一戰與南華上演護級生死戰，惟海蜂仍然以1－4不敵南華，「圍魏救趙」計劃宣告失敗。最終，加山僅以一分之差不及南華，在11支球隊中名列第10，護級失敗宣告降班。
加山降班後，陳瑤琴帶同球隊班底轉投海蜂，當時陳瑤琴更同時擁有香港乙組足球聯賽花花和華雄，一人同時擔任四間足球會的班主，成為一時佳話。
1980年代中期，陳瑤琴將海蜂出售予商人郭子緯，淡出甲組班主行列，只繼續擔任香港足球總會副會長，直至1999年才卸任，及後受到提名為名譽副會長。

### 女子足球
陳瑤琴一向熱心推動女子足球發展，於1965年創立香港女子足球總會，並且長期擔任會長一職。1968年，陳瑤琴聯合馬來西亞、新加坡和中華民國一同創立了亞洲女子足球聯合會，並且擔任主席。1975年，在香港舉辦了第一屆亞洲女子足球錦標賽。
1984年，亞洲女子足球聯合會併入亞洲足協女子足球委員會，陳瑤琴擔任委員會主席至2002年才卸任。
隨著年紀漸長及健康情況出問題，陳瑤琴有意退出女子足球事務，她於2012年1月透露，獲得香港足球總會總幹事麥國棟支持，將會重新推動女子足球青年訓練事務。直至2012年，香港足球總會正式接辦香港女子足球聯賽，陳瑤琴正式放手掌管了四十多年的香港女子足球事務。
2024年5月，獲亞洲足協頒發終身成就獎，表彰她畢生對亞洲女子足球運動發展的貢獻。

### 逝世
2025年5月31日，陳瑤琴於香港天水圍家中離世，終年102歲。

## 外部連結
- 陳瑤琴博士 　足球之母 扶掖後進
- 傑出第三齡人士選舉紀念特刊
- 數風雲人物還看陳瑤琴 《東方日報》 2013年1月10日